# مزرعة الشوف
مزرعة الشوف هي إحدى القرى اللبنانية من قرى قضاء الشوف في محافظة جبل لبنان.